# Astragalus volkii
Astragalus volkii är en ärtväxtart som beskrevs av Karl Heinz Rechinger. Astragalus volkii ingår i släktet vedlar, och familjen ärtväxter. Inga underarter finns listade i Catalogue of Life.